# Joseph Taylor

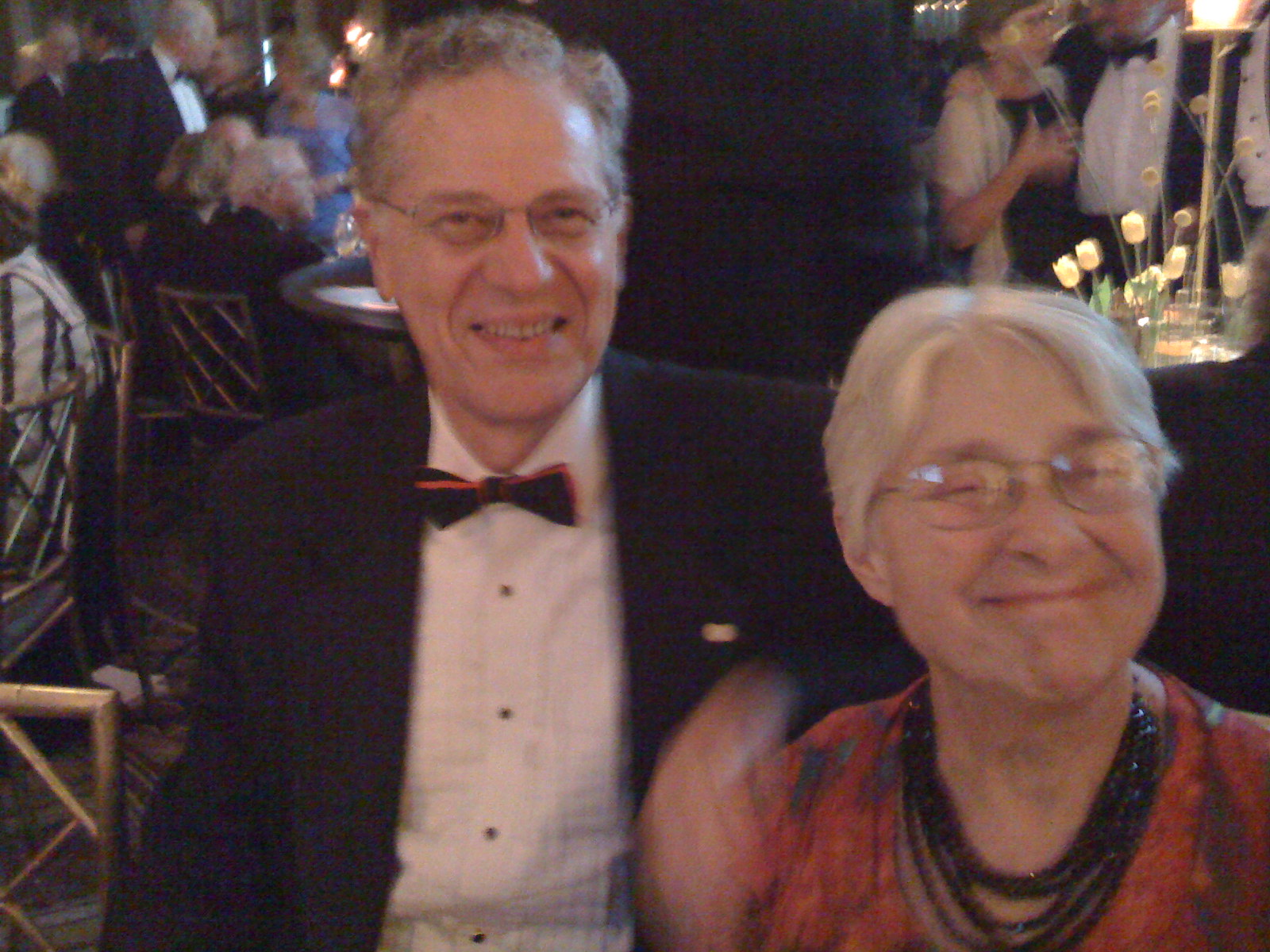
Joseph Taylor med fru Marietta Taylor, 2008

Joseph Hooton Taylor, Jr., född i Philadelphia, Pennsylvania 29 mars 1941, är en amerikansk radioastronom och nobelpristagare i fysik 1993. Han fick priset med motiveringen "för upptäckten av en ny typ av pulsar, en upptäckt som öppnat nya möjligheter för studiet av gravitationen". Han delade priset med sin landsman Russell A. Hulse.
Taylor tog doktorsexamen vid Harvard University 1968. Han undervisade vid University of Massachusetts, Amherst, mellan 1969 och 1981 och blev sedan professor vid Princeton University 1986. 
Taylor, och dennes medhjälpare, Hulse, upptäckte den första binära pulsaren 1974. Pulsarer är snabbt roterande neutronstjärnor som sänder ut korta regelbundna pulser av radiostrålning. Oregelbundenheten i pulserna från pulsaren PSR B1913+16 fick dem att dra slutsatsen att denna pulsar hade en följeslagare i form av en annan neutronstjärna som snurrade runt i en tät bana.
Upptäckten av denna pulsar har visat sig vara av betydelse också för att den innebar att man för första gången kunde upptäcka gravitationsvågor. De två stjärnornas samverkande starka gravitationsfält påverkar frekvensen på de radiopulser som sänds ut, och Taylor och Hulse kunde visa att stjärnorna roterade allt snabbare och närmare varandra. Detta föreslogs bero på att stjärnorna förlorar energi när de sänder ut gravitationsvågor. Detta var det första experimentella beviset på gravitationsvågors existens, sedan de föreslogs av Albert Einstein i dennes allmänna relativitetsteori.
Taylor tilldelades 1992 Wolfpriset i fysik.